# Dunedinia opaca
Dunedinia opaca är en spindelart som beskrevs av Alfred Frank Millidge 1993. Dunedinia opaca ingår i släktet Dunedinia och familjen täckvävarspindlar.
Artens utbredningsområde är Sydaustralien. Inga underarter finns listade i Catalogue of Life.